# Langenfeld (Baviera)
Langenfeld è un comune tedesco di  1 056 abitanti, situato nel land della Baviera.